# 大田原隆太
大田原 隆太（おおたはら りゅうた、1987年7月30日 - ）は、宮崎県都城市出身の元プロ野球選手（投手）。左投左打。

## 経歴

### プロ入り前
都城市立今町小学校1年時に野球を始め、都城市立五十市中学校では軟式野球部に所属。同部在籍時の3年時に市内大会で準優勝。
宮崎県立都城工業高等学校に進学し、3年時に全国高校野球選手権大会宮崎県大会3回戦・宮崎県立延岡西高等学校戦に於いてノーヒットノーランを達成。チームのベスト8入りに貢献した。
2005年のドラフト会議にて、高校生の部ドラフト4巡目で福岡ソフトバンクホークスに入団。

### プロ入り後
一軍昇格は果たせず、2009年もウエスタン・リーグで4試合に登板、10イニングで20失点と散々だった。
2010年10月1日、球団から戦力外通告を受けたが、育成選手として再契約する見込みと報道され、12月3日に育成選手契約が締結した。
その後は左肩痛に悩まされ、2012年10月7日付で戦力外通告を受け、現役引退を表明した。10月31日、自由契約公示された。

### 引退後
引退後は地元に戻り、宮崎市内のスポーツクラブに勤務。ホークスジュニアアカデミーのジュニアコーチも務めていた。
スポーツクラブの会員に警察官がおり、その中で仕事の話に感銘を受ける。宮崎県警が2016年度の採用試験から年齢制限を引き上げていたこともあって、警察官を目指すようになり、2回目の試験で合格。2018年4月から宮崎県警察学校に入校し、入校式では代表して宣誓文を読み上げた。警察学校を経て、2019年1月より配属されることとなっていた。
しかし、2019年には再度スポーツ界に戻っており、5月より福岡市内にある野球教室「KOBES」（コビーズ）にコーチとして勤務し、小中学生らへの投手指導を行っている。
2021年4月開校の野球教育施設・大分プロ育成野球専門学院BEZELのトレーニングコーチ兼投手コーチに就任。同校ではソフトバンク時代の同僚だった川口容資もコーチを務める。

## 詳細情報

### 年度別投手成績
- 一軍公式戦出場なし

### 背番号
- 63 （2006年 - 2010年）
- 132 （2011年 - 2012年）